# アミール・ターキ
アミール・ターキ（ペルシア語: امیر تاکی、英: Amir Taaki、1988年2月6日 - ）は、イギリス系イラン人のアナーキスト革命家、ハクティビスト、プログラマであり、ビットコインプロジェクトにおける主導的役割や、多くのオープンソースソフトウェアプロジェクトの先駆者として知られている。フォーブス誌は2014年の30アンダー30リストにターキを選出した。ロジャヴァ革命の政治思想に動かされ、シリアに渡り、YPG軍に従軍し、ロジャヴァの市民社会において1年半にわたって様々な経済プロジェクトに従事した

## 略歴
アミール・ターキは1988年2月6日にロンドンで生まれた。スコットランド系イングランド人の母親と不動産開発業を営むイラン人の父親との間に生まれた3人兄弟の長男であり、ケントで育った。幼少期からコンピューター技術に関心を持ち、独学でプログラミングを学んだ。
イギリスの2つの大学に短期間通った後、自由ソフトウェア運動に興味を持ち、SDLの拡張であるSDL Collideの開発に関わった。これはビデオゲーム開発者によって使用されるオープンソースのライブラリである。
2009年と2010年、ターキはプロのポーカープレイヤーとして生計を立てていた。オンライン賭博の経験が彼をビットコインプロジェクトに引き寄せた。ある時点で、彼はビットコインの主要開発者の一人に数えられていた。彼はイギリス初のビットコイン取引所「Britcoin」を設立し、2011年にはその後継であるイギリスの新たな取引所Intersangoにおいて主要開発者を務めた。Intersangoはその後閉鎖された。
2012年、ターキはロンドンで初のビットコイン会議を主催した。
2014年にはコーディ・ウィルソンとともに、インディーゴーゴーで5万ドル以上の資金調達を経てDark Walletプロジェクトを立ち上げた。同年、ビットコインソフトウェア会社Airbitzの開発者らとともに、分散型マーケットプレイス「DarkMarket」のプロトタイプをトロントのハッカソンで作成し、これは後にOpenBazaarプロジェクトとしてフォークされた。
2013年時点では、ロンドンにある旧G8本部ビルのアナーキスト占拠地に居住していた。
2015年、ターキはロジャヴァ（シリア・クルディスタン）に渡り、自らの技能を革命に提供すべくYPG軍に従軍した。訓練は受けていなかったが、3か月半にわたりクルド人民防衛隊の一員として前線で戦った。その後除隊し、市民社会にてロジャヴァ経済委員会のさまざまなプロジェクトに1年以上携わった。
2018年2月、ターキはカタルーニャ州でブロックチェーン技術を民族解放運動、たとえばカタルーニャ独立運動のような目的に活用するためのグループを設立した。
2023年、『ポリティコ』は、ターキが「DarkFi」と呼ばれるアナーキスト・プロジェクトに取り組んでおり、完全な秘密裏に資金を集め分配する組織を構築することを目的としていると報じた。
ターキはビットコインのドキュメンタリー作品『マネー・エレクトリック / ビットコインの謎』に登場している。彼はこの作品におけるピーター・トッドがサトシ・ナカモトであるという説に対して公に異議を唱えている。